# 贝尔帕哈尔
贝尔帕哈尔（Belpahar），是印度奥里萨邦Jharsuguda县的一个城镇。总人口32807（2001年）。

## 人口
该地2001年总人口32807人，其中男性17641人，女性15166人；0—6岁人口3678人，其中男1923人，女1755人；识字率69.89%，其中男性为77.95%，女性为60.51%。